# Ad astra
Ad astra és una frase llatina que significa "cap als estels". La frase té els seus orígens en Virgili, que va escriure a la seva Eneida: sic itur ad astra ("És així que hom puja als estels", dit per Apol·lo a Iulus, fill d'Enees) i "opta ardua pennis astra sequi" ("aspira a atènyer d'un cop d'ala els estels inabastables", dit per Enees en amenaçar en combat el seu enemic Turn). Un altre origen és Sèneca el Jove, que va escriure a Hercules Furens ('La follia d'Hèrcules': non est ad astra mollis e terris via (v. 437, "no hi ha camí fàcil de la terra als estels", dit per Mègara, la dona d'Hèracles).
L'etimologia de l'expressió és la següent ː Ad és una preposició llatina que expressa direcció cap a l'espai o el temps (p. ex. ad nauseam, ad infinitum, ad hoc, ad libidem, ad valorem, ad hominem ). També s'utilitza com a prefix en la formació de paraules llatines.
Astra és la forma acusativa plural de la paraula llatina astrum 'estel' (del grec antic ἄστρον astron 'estel', del protoindoeuropeu *h₂ster-).